# Molynocoelia grossa
Molynocoelia grossa är en tvåvingeart som beskrevs av Allen L.Norrbom 2006. Molynocoelia grossa ingår i släktet Molynocoelia och familjen borrflugor.
Artens utbredningsområde är Costa Rica. Inga underarter finns listade i Catalogue of Life.